# جيري ماسيك
جيري ماسيك (بالتشيكية: Jiří Mašek)‏ هو لاعب كرة قدم تشيكي، ولد في 5 أكتوبر 1978 في ملادا بوليسلاف في التشيك. لعب مع أريس ليماسول وأنقرة غوجو ولوكوموتيف لايبزيغ ونادي تيبليتسه ونادي روجومبيروك ونادي ملادا بوليسلاف ونادي واكر إنسبروك ونادي يابلونتس ونيا سلاميس فاماغوستا.

## وصلات خارجية
- جيري ماسيك على موقع اتحاد تركيا (لاعب) (الإنجليزية)
- جيري ماسيك على موقع قاعدة بيانات كرة القدم.إي يو (الإنجليزية)